# Вельможа
Вельмо́жа (от ст.-слав. веле- (великое) и мож (можение, мочь)) — знатный, родовитый и богатый сановник, чиновник; важный и знатный человек. 
Слово это всегда имело бытовое значение и никогда не было юридическим термином; оно соответствовало римскому optimus (лучший, первостатейный), а также испанскому ricohombre и старо-французскому riches-hommes, галисийскому и португальскому ricos-homens — то есть «богатым людям». Распространено в русском языке с XI века.

## Этимология и употребление
Слово, составленное из наречия вело, вельми, то есть очень, и глагола может, обозначало того, кто ввиду знатности рода или высокого сана, особой близости к особе государя или государыни, высокого военного, придворного или государственного чина, обладал великим могуществом в государстве и обществе, вообще говоря, связанным с богатством.
В древнерусских памятниках вельможи, с одной стороны, ставились наряду с боярами — «Бояре и вельможи и вся дружина побита» половцами; с другой же стороны, они противополагались «сирым»: